# Djupadalen i Dala

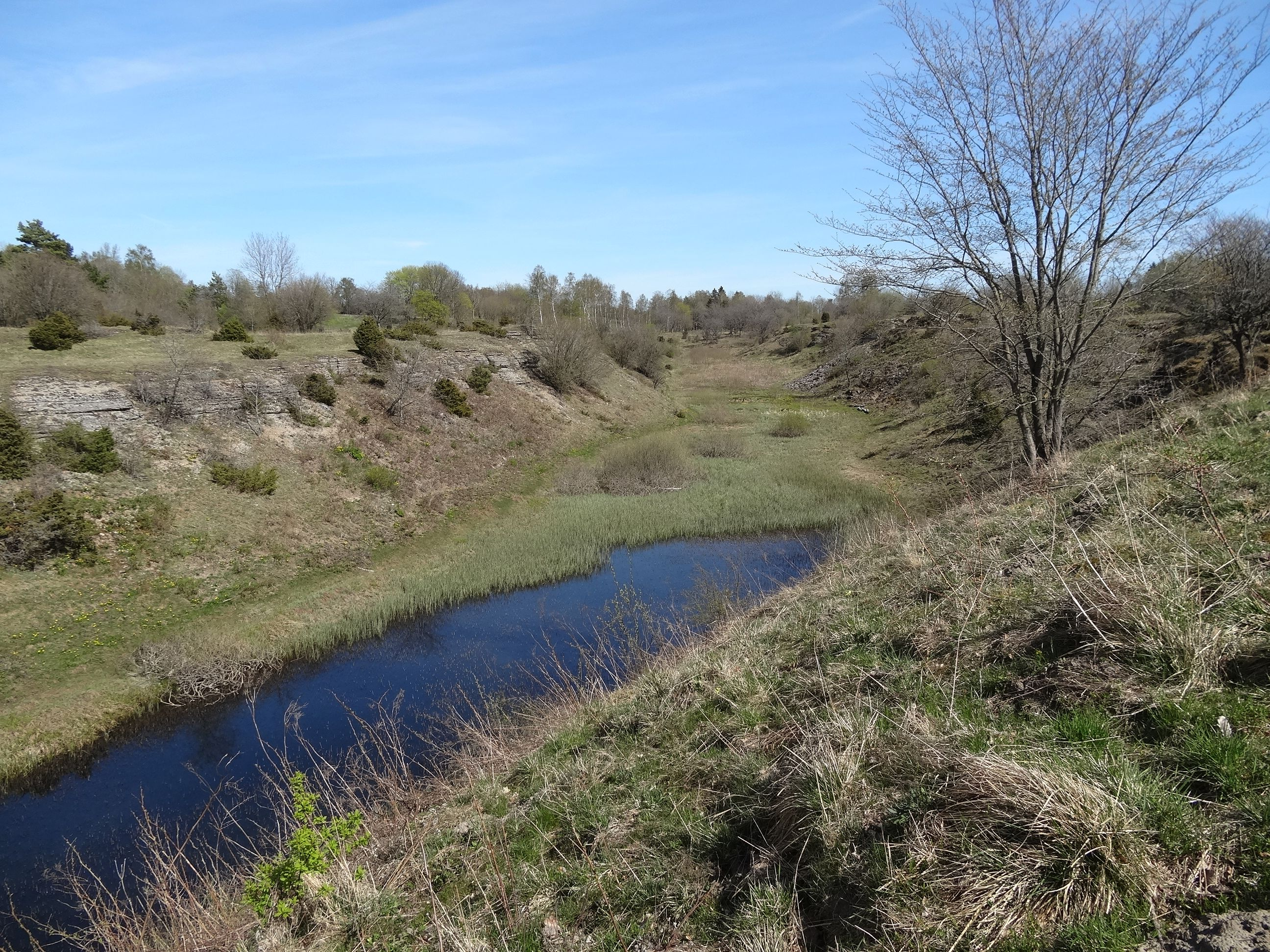
Djupadalen från väster

Djupadalen i Dala är ett naturreservat i Falköpings kommun i Västergötland.
Reservatet ligger i Dala socken sydost om Stenstorp och består av en smal, canyonliknande bildning. Den är nerskuren som mest 14 meter i kalkstenen. Dalen är omgiven av branta kalkstenskanter. I dalbotten rinner en mindre bäck. På reservatets sydsida finns betade hagmarker med växtlighet som är typisk för områdets kalkrika torrängar. Här kan man finna grusviva, harmynta, backsmultron, blodnäva och backsippa. På kalkhällar kan man finna grusbräcka, grusviva och axveronika.
Dalen bildades när inlandsisen under sin avsmältning för 10 000 år sedan nådde Plantabergets nordsluttning. Uppdämda vattenmassor i Baltiska issjön frigjordes då till en viss del och strömmade ut i det dåtida havet och bildade en fåra på platsen. Västerhavet inkluderade då även delar av nuvarande Vänern och Västgötaslätten och befann sig alltså inte så långt ifrån där Dala socken idag befinner sig.
Området avsattes som naturreservat 1969 och är 5 hektar stort.
Området ingår i EU:s ekologiska nätverk av skyddade områden, Natura 2000.